# SimAnimals
SimAnimals — відеогра в жанрі симулятора життя серії Sims, випущена для ігрових приставок Nintendo DS і Wii console systems, на території США вийшла 29 січня 2009 року. Вперше інформація про майбутній вихід гри з'явилася в 2008 році. 27 жовтня 2009 року для ігрових приставок Nintendo DS, Wii U була випущена нова версія гри SimAnimals Africa, де дія відбувається в савані, а в грі доступні нові види тварин, включаючи велику п'ятірку.

## Ігровий процес
Під контролем гравця опиняється локація з 30 тваринами північної півкулі, якими можна керувати і створювати для них комфортне середовище проживання, наприклад розчищати територію від сміття або рослин. Гравець може управляти «невагомою рукою», яка може брати будь-які об'єкти в локації в тому числі і тварин. «Рука» може бути використана абсолютно по різному, від розчищення території до порятунку тварин, в іншому ж тварини можуть вести самостійне життя і взаємодіяти один з одним. Тварини розвиваються як особистості в залежності від того, як з ними поводиться гравець. Гравець може управляти тваринами для досягнення певних цілей, і знаходити нові локації лісу. Виконуючи різні квести, тварини можуть отримувати унікальні предмети.

## Критика
Гра отримала 60% позитивних відгуків за версією Metacritic і 69% за версією Game Rankings. Критик сайту IGN дав грі оцінку 5,3 з 10 відзначивши, наступне: 
|        | Франшиза Sims безумовно неймовірно популярна і продовжує нарощувати свою аудиторію, будь то віртуальні чоловічки або тварини, проте дана гра вийшла провальною: гра йде не гладко, ліс не привабливий, елементи керування не зручні. |
| — IGN, | |

Однак не всі відгуки були негативними, зокрема гра за версією новинного видавництва USA Today отримала 5 з 5 балів: 
|              | Гра є цікавим досвідом, який важко проігнорувати, є безліч речей, які роблять цю гру унікальною: видатна графіка, гарна музика, штучний інтелект, але головна особливість гри полягає в можливості досліджувати і зрозуміти крихкий баланс у природі. |
| — USA Today, | |

## Музика
Музику до гри створила Вініфред Філліпс, продюсером виступила Вінні Волдрон, музика стала офіційно доступна для онлайн-скачування 13 січня 2009 дистриб'ютором E.A.R.S. EA Recordings. Музичний альбом отримав позитивні відгуки, отримавши в середньому рейтинг 9 — 9,5 з 10 за версією різних сайтів і критиків.